# Hebberalu, Maddur
Hebberalu là một làng thuộc tehsil Maddur, huyện Mandya, bang Karnataka, Ấn Độ.